# Joi
Joi este în mod tradițional a patra zi a săptămânii (pentru țările în care săptămâna începe lunea), care pică între zilele de miercuri și vineri.
Etimologie: Jovis dies (l.lat.) = Ziua zeului roman Jupiter.